# 오가 마사히로
오가 마사히로(일본어: 相賀昌宏 , 1951년 3월 20일~)는 쇼가쿠칸의 3대 사장으로, 히토쓰바시 그룹의 이사장이다.

## 생애
쇼가쿠칸의 제2대 사장인 오가 데쓰오의 장남으로 도쿄에서 출생하였다. 할아버지는 쇼가쿠칸 창업자인 오가 다케오이다. 세이케이 중학교, 고교를 거쳐 1973년 세이케이 대학 법학부를 졸업, 1976년 주오 대학 대학원 문학연구과 사회학 석사과정을 수료하였다.
1976년 일본우표수집출판 입사, 월간지 《우표수집》(잡지) 등의 편집에 종사하다가 1982년 쇼가쿠간에 이사로 입사하였다. 1984년 쇼가쿠칸 상무이사, 1989년 교육편집부 본부장, 제1편집부 본부장 등을 거쳐 쇼가쿠칸의 전무이사로 승진하였고, 1992년 쇼가쿠칸 대표이사로 취임하였다. 1996년 일본서적출판협회 부이사장, 1998년 일본잡지협회 부이사장, 2010년 5월 일본서적출판협회 이사장 취임하였다.
2022년 쇼가쿠칸 대표이사. 회장에 취임하였다.